# Krystyna Guzik
Krystyna Guzik (nacida como Krystyna Pałka, Zakopane, 16 de agosto de 1983) es una deportista polaca que compite en biatlón. Ganó una medalla de plata en el Campeonato Mundial de Biatlón de 2013 y una medalla de bronce en el Campeonato Europeo de Biatlón de 2017.
Está casada con el también biatleta Grzegorz Guzik.

## Palmarés internacional
| Campeonato Mundial | Campeonato Mundial           | Campeonato Mundial | Campeonato Mundial      |
| Año                | Lugar                        | Medalla            | Prueba                  |
| ------------------ | ---------------------------- | ------------------ | ----------------------- |
| 2013               | Nové Město (República Checa) | Medalla de plata   | Persecución             |
| Campeonato Europeo |                              |                    |                         |
| Año                | Lugar                        | Medalla            | Prueba                  |
| 2017               | Duszniki-Zdrój (Polonia)     | Medalla de bronce  | Relevo mixto individual |